# 니우통 페헤이라 주니오르
니우통 페헤이라 주니오르(포르투갈어: Nílton Ferreira Júnior) 또는 줄여서 니우통은 브라질의 축구 선수이다. 포지션은 수비형 미드필더이며, 현재 어느 팀에 소속되어 있지 않다.